# Ray Hunt
Ray Hunt (31 août 1929 – 12 mars 2009) est un cow-boy qui a révolutionné les pratiques traditionnelles du travail avec les chevaux, et qui a répandu ces nouvelles méthodes à travers le monde.
Il a beaucoup influencé l'éthologie (étude du comportement) des chevaux.

## Naissance d'une méthode
Ray Hunt est né dans le comté d'Elmore, au sud ouest de l'Idaho. Au début des années 1950, à l'âge de 20 ans, il obtient un emploi comme cow-boy au TS ranch dans le Nevada, ranch où les chevaux, éduqués selon la méthode californienne, passaient avant les hommes.
Au début des années 1960, Ray Hunt accepte de travailler avec un hongre récalcitrant âgé de 4 ans et nommé Hondo, qui désarçonnait régulièrement son propriétaire. Comprenant ses capacités, il le rachètera pour 700 dollars. Incapable d'éduquer ce cheval, il prendra conseil auprès de Bill Dorrance qui le mit en relation avec son frère, Tom, lequel acceptera de l'aider. À eux deux, ils gagneront la confiance de Hondo, qui deviendra le cheval avec qui Ray Hunt gagnera de nombreux prix prestigieux.
Ray Hunt finit par s'apercevoir que le problème très souvent ne venait pas des chevaux, mais bien des cavaliers. Il développe une nouvelle technique d'approche du cheval, moins brutale que celles des cow-boys de l'époque, et basée sur la confiance réciproque. Il s'agit d'améliorer la communication avec l'animal qui devient alors un partenaire et met sa bonne volonté au service de l'homme de manière spontanée.
Il est à l'origine de stages, parfois itinérants, durant lesquels il montre et enseigne sa méthode à un groupe de cavaliers. Il met en place de nouveaux codes pour communiquer avec le cheval.

## Méthode
Sa méthode est élaborée à partir de l'observation du comportement des chevaux dans le troupeau. Le cheval est un animal grégaire ne possédant que la fuite pour se défendre face à ses prédateurs. Le dresseur doit donc se débarrasser de toute brutalité pour réussir à obtenir sa confiance. Ceci n'exclut pas le rapport de dominance, puisque l'homme doit arriver à se faire passer pour le maître de la horde et que le cheval doit le suivre en toute confiance et aveuglément. Cette méthode est plus démonstrative durant le débourrage du jeune cheval, mais elle est aussi utilisée avec des chevaux difficiles délaissés par l'équitation traditionnelle.
Il ne prend pas le cheval comme un simple animal au service de l'homme mais comme un être vivant à part entière doué de pensées et d'émotions. Sa méthode est basée sur le respect de ces principes, ce qui permet de créer une relation harmonieuse basée avant tout sur la confiance. Le cavalier doit connaître son cheval, être capable de faire avec ses capacités et ses limites, ainsi qu'avec son caractère, pour pouvoir lui demander des exercices à son niveau et éviter les conflits. Le travail ne doit pas être une contrainte mais un plaisir pour le cheval, il doit avoir envie de travailler.
Cette méthode est à la fois inspirée des premiers indiens, et des travaux des premiers éthologues qui étudiaient le comportement des chevaux libres en vue de mettre au point une nouvelle technique d'approche de l'équitation. Selon elle, le travail au sol est une étape importante à ne pas négliger : c'est à pied que l'on enseigne les bases de l'équitation, et à laquelle on peut y revenir si nécessaire.
Ray Hunt a eu pour élève Buck Brannaman.